# San hô
San hô là các động vật biển thuộc lớp San hô (Anthozoa) tồn tại dưới dạng các thể polip nhỏ giống hải quỳ, thường sống thành các quần thể gồm nhiều cá thể giống hệt nhau. Các cá thể này tiết ra cacbonat calci để tạo bộ xương cứng, xây nên các rạn san hô tại các vùng biển nhiệt đới.
Một "đầu" san hô thực tế được tạo từ hàng ngàn cá thể polip có cấu tạo gen giống hệt nhau, mỗi polip chỉ có đường kính vài milimet. Sau hàng ngàn thế hệ, các polip này để lại một khung xương là đặc trưng về loài của chúng. Mỗi đầu san hô phát triển nhờ sự sinh sản vô tính của các polip. San hô còn sinh sản hữu tính bằng các giao tử, được giải phóng đồng thời trong một thời kì từ một đến vài đêm liên tiếp trong kì trăng tròn.
Tuy san hô có thể dùng các tế bào châm (nematocyst) tiết chất độc tại các xúc tu để bắt phù du, loại động vật này thu nhận phần lớn dưỡng chất từ loại tảo đơn bào cộng sinh có tên tảo vàng đơn bào (zooxanthella). Do đó, hầu hết san hô phụ thuộc vào ánh sáng mặt trời và phát triển ở các vùng nước trong và nông, thường ở độ sâu không tới 60 m (200 ft). San hô có thể đóng góp lớn cho cấu trúc vật lý của các rạn san hô phát triển ở những vùng biển nhiệt đới hoặc cận nhiệt đới, chẳng hạn như rạn san hô Great Barrier ở ngoài khơi bang Queensland, Úc. Các loại san hô khác không cần đến tảo và có thể sống ở vùng nước sâu hơn, chẳng hạn các loài trong chi Lophelia nước-lạnh sống được tới độ sâu 3.000m ở Đại Tây Dương. Một ví dụ khác là Darwin Mounds ở phía tây nam Cape Wrath, Scotland. San hô còn được tìm thấy ở ngoài khơi bang Washington và quần đảo Aleutian ở Alaska, Mỹ.

## Phát sinhloài

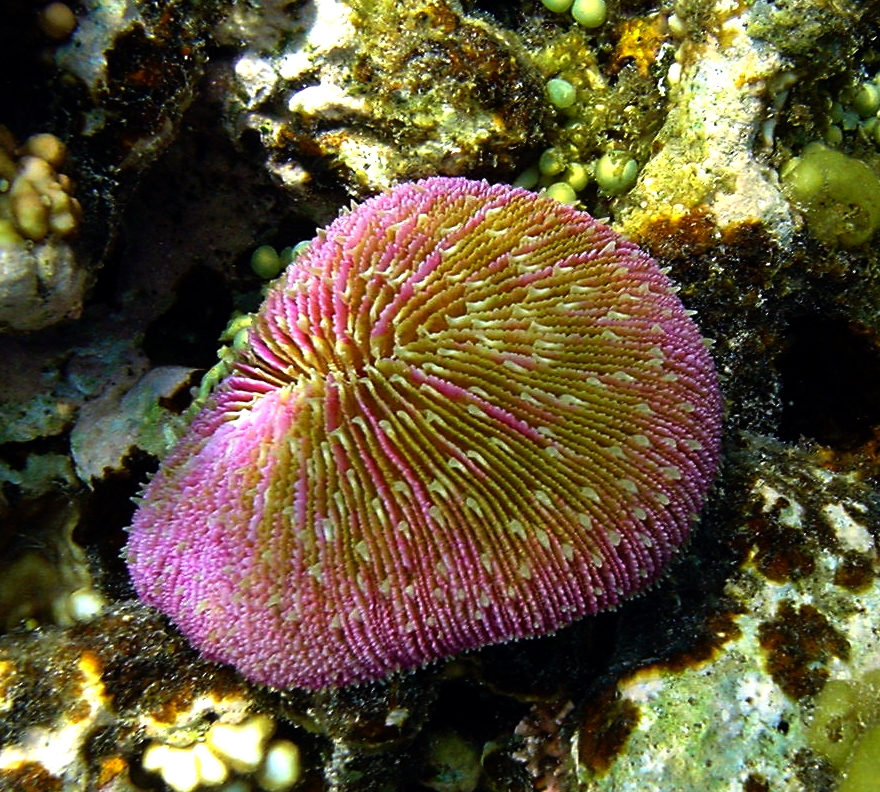
San hô nấm ở Papua New Guinea

San hô nằm trong lớp Anthozoa và được chia thành hai phân lớp, tùy theo số xúc tu (tua cảm) hoặc những đường đối xứng, và một loạt các bộ tương ứng với kiểu xương ngoài, loại tế bào châm và phân tích di truyền ti thể. Phân lớp san hô với 8 xúc tu được gọi là san hô tám ngăn (Octocorallia) hay san hô mềm (Alcyonaria) và bao gồm các bộ san hô mềm (Alcyonacea), san hô sừng (Gorgonacea) và san hô lông chim (Pennatulacea). Những loài có nhiều số xúc tu lớn hơn 8 và là bội của 6 được gọi là san hô sáu ngăn (Hexacorallia) hay san hô tổ ong (Zoantharia). Nhóm này bao gồm các loài san hô đá (san hô tạo rạn) (Scleractinia), san hô tổ ong (Zoanthidea) và hải quỳ.

## Cấu tạo

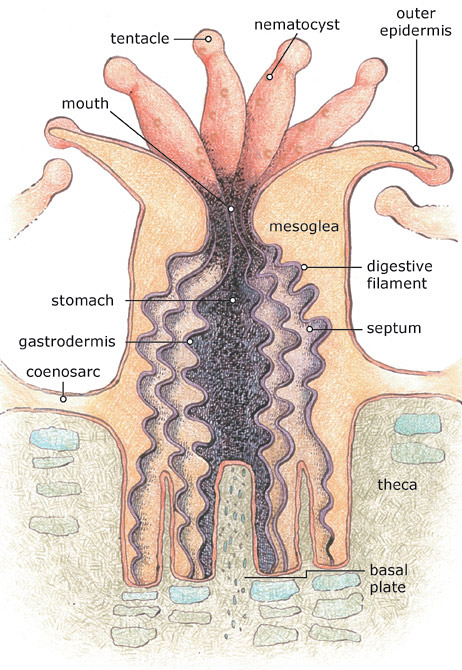
Cấu tạo của một polip san hô

Tuy một đầu san hô trông như một cơ thể sống, nhưng nó thực ra là đầu của nhiều cá thể giống nhau hoàn toàn về di truyền, đó là các polip. Các polip là các sinh vật đa bào với nguồn thức ăn là nhiều loại sinh vật nhỏ hơn, từ sinh vật phù du tới các loài cá nhỏ.
Polip thường có đường kính một vài milimet, cấu tạo bởi một lớp biểu mô bên ngoài và một lớp mô bên trong giống như sứa được gọi là ngoại chất. Polip có hình dạng đối xứng trục với các xúc tu mọc quanh một cái miệng ở giữa - cửa duy nhất tới xoang vị (hay dạ dày), cả thức ăn và bã thải đều đi qua cái miệng này.

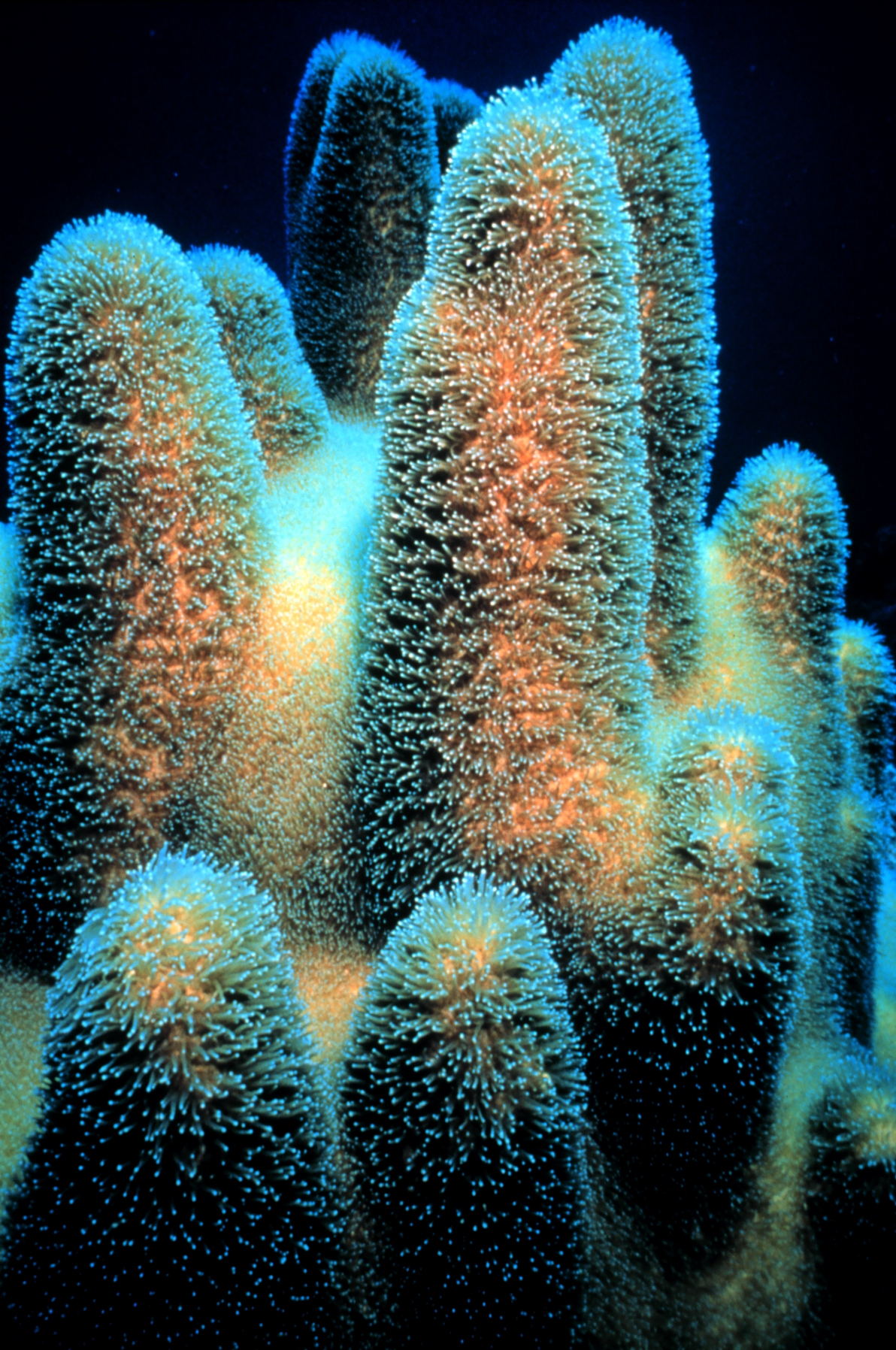
Dendrogyra cylindricus

Dạ dày đóng kín tại đáy polip, nơi biểu mô tạo một bộ xương ngoài được gọi là đĩa nền. Bộ xương này được hình thành bởi một vành hình khuyên chứa calci ngày càng dày thêm (xem ở dưới). Các cấu trúc này phát triển theo chiều thẳng đứng và thành một dạng ống  từ đáy polip, cho phép nó co vào trong bộ xương ngoài khi cần trú ẩn.
Polip mọc bằng cách phát triển khoang hình cốc (calices) theo chiều dọc, đôi khi chia thành vách ngăn để tạo một đĩa nền mới cao hơn. Qua nhiều thế hệ, kiểu phát triển này tạo nên các cấu trúc san hô lớn chứa calci, và lâu dài tạo thành các rạn san hô.
Sự hình thành bộ xương ngoài chứa calci là kết quả của việc polip kết lắng aragonit khoáng từ các ion calci thu được từ trong nước biển. Tuy khác nhau tùy theo loài và điều kiện môi trường, tốc độ kết lắng có thể đạt mức 10 g/m² polip/ngày (0,3 aoxơ/ yard vuông/day). Điều này phụ thuộc mức độ ánh sáng, sản lượng ban đêm thấp hơn 90% so với giữa trưa.

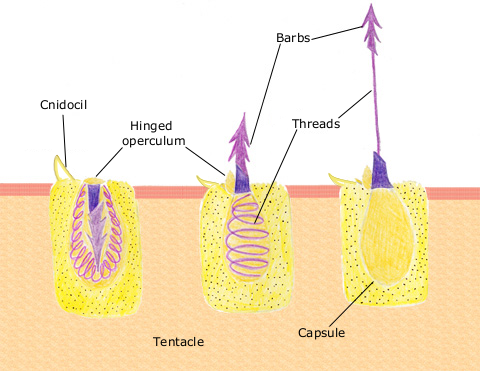
Nematocyst phóng độc: Một nematocyst phản ứng với một con mồi gần đó đang chạm phải gai châm ngứa, nắp mở, tua châm cắm vào con mồi tiêm chất độc làm tê liệt con mồi, sau đó các xúc tu kéo con mồi vào miệng.

Các xúc tu của polip bẫy mồi bằng cách sử dụng các tế bào châm được gọi là nematocyst. Đây là các tế bào chuyên bắt và làm tê liệt các con mồi như sinh vật phù du, khi có tiếp xúc, nó phản ứng rất nhanh bằng cách tiêm chất độc vào con mồi. Các chất độc này thường yếu, nhưng ở san hô lửa, nó đủ mạnh để gây tổn thương cho con người. Các loài sứa và hải quỳ cũng có nematocyst. Chất độc mà nematocyst tiêm vào con mồi có tác dụng làm tê liệt hoặc giết chết con mồi, sau đó các xúc tu kéo con mồi vào trong dạ dày của polip bằng một dải biểu mô co giãn được gọi là hầu.

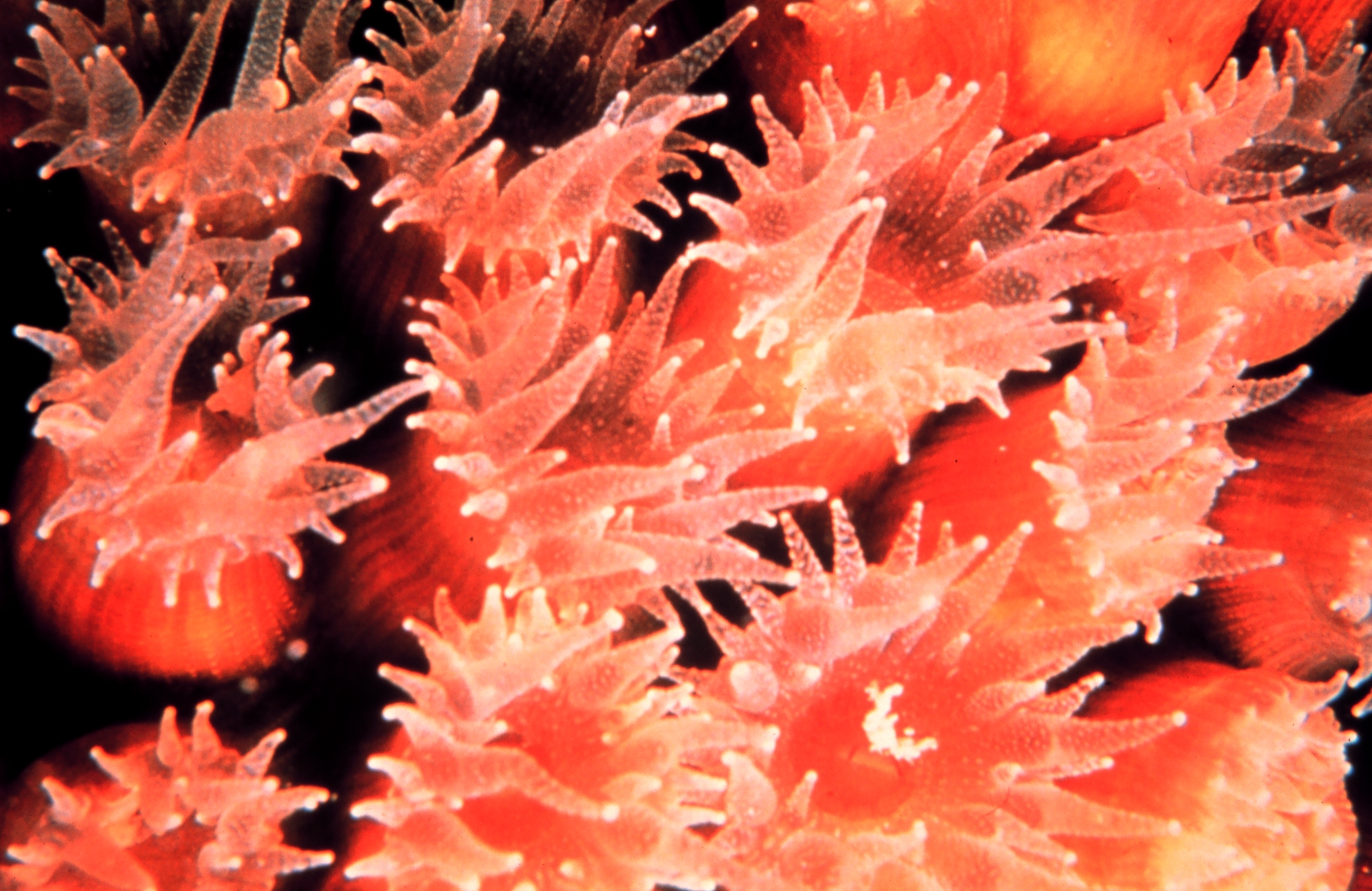
Cận cảnh các polip Montastrea cavernosa. Có thể thấy rõ các xúc tu.

Các polip kết nối với nhau qua một hệ thống phức tạp gồm các kênh hô hấp tiêu hóa cho phép chúng chia sẻ đáng kể các chất dinh dưỡng và các sinh vật cộng sinh. Đối với các loài san hô mềm, các kênh này có đường kính khoảng 50-500 μm và cho phép vận chuyển cả các chất của quá trình trao đổi chất và các thành phần tế bào.
Ngoài việc dùng sinh vật phù du làm thức ăn, nhiều loài san hô, cũng như các nhóm Thích ti (Cnidaria) khác như hải quỳ (ví dụ chi Aiptasia), hình thành một quan hệ cộng sinh với nhóm tảo vàng đơn bào thuộc chi Symbiodinium. Thông thường, một polip sẽ sống cùng một loại tảo cụ thể. Thông qua quang hợp, tảo cung cấp năng lượng cho san hô và giúp san hô trong quá trình calci hóa. Tảo hưởng lợi từ một môi trường an toàn, và sử dụng dioxide cacbon và các chất chứa nitơ mà polip thải ra.

## Sinh sản

### Hữu tính
San hô chủ yếu sinh sản hữu tính, với 25% san hô phụ thuộc tảo (san hô đá) tạo thành các quần thể đơn tính trong khi phần còn lại là lưỡng tính. Khoảng 75% san hô phụ thuộc tảo "phát tán con giống" bằng cách phóng các giao tử (trứng và tinh trùng) vào trong nước để phát tán các quần thể san hô ra xa. Các giao tử kết hợp với nhau khi thụ tinh để hình thành một ấu trùng rất nhỏ gọi là planula, thường có màu hồng và hình ôvan; một quần thể san hô cỡ trung bình mỗi năm có thể tạo vài nghìn ấu trùng này để vượt qua xác suất rất nhỏ của việc ấu trùng tạo được một quần thể mới.
Ấu trùng planula bơi về phía ánh sáng, thể hiện quang xu hướng tính dương, lên đến vùng nước bề mặt nơi chúng trôi dạt và phát triển một thời gian trước khi bơi trở lại xuống phía đáy biển để tìm một bề mặt mà nó có thể bám vào đó và xây dựng một quần thể mới. Nhiều giai đoạn của quá trình này có tỷ lệ thất bại lớn, và mặc dù mỗi quần thể san hô phát tán hàng triệu giao tử, chỉ có rất ít quần thể mới được hình thành. Thời gian từ khi phóng giao tử cho đến khi ấu trùng định cư thường là 2 hoặc 3 ngày, nhưng có thể kéo dài đến 2 tháng. Ấu trùng san hô phát triển thành một polip san hô và cuối cùng trở thành một đầu san hô bằng cách sinh sản vô tính tạo các polip mới.
Hầu hết các loài san hô, mà không phải san hô đá, đều không phát tán giao tử. Các loài này phóng tinh trùng nhưng giữ trứng, cho phép phát triển các ấu trùng planula lớn hơn để sau này khi thả ra sẽ đủ sẵn sàng để lắng xuống. Ấu trùng phát triển thành polip san hô và cuối cùng trở thành đầu san hô bằng mọc chồi vô tính và phát triển để tạo ra các polip mới.

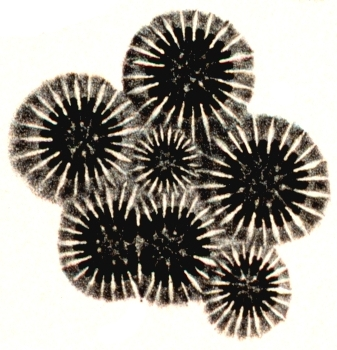
Các khoang hình cốc (đĩa nền) của Orbicella annularis cho thấy 2 phương pháp nhân giống: mọc chồi (khoang nhỏ ở giữa) và phân chia (khoang đôi lớn).

Việc phóng giao tử đồng bộ thường xảy ra và rất điển hình tại các rạn san hô, ngay cả khi tại rạn có nhiều loài, tất cả san hô trên rạn phóng giao tử vào cùng một đêm. Sự đồng bộ này rất thiết yêu để các giao tử đực và cái có thể gặp nhau để tạo thành ấu trùng planula. Những dấu hiệu hướng dẫn cho việc phóng giao tử rất phức tạp, nhưng xét thời gian ngắn, nó bao gồm các thay đổi về mặt trăng, thời gian mặt trời lặn, và có thể cả tín hiệu hóa học. Việc phóng giao tử đồng thời có thể tạo ra kết quả là sự hình thành các dạng san hô lai, có lẽ tham gia vào quá trình tạo loài san hô mới. Tại một số nơi, hiện tượng san hô phóng giao tử có thể rất nổi bật, thường xảy ra vào ban đêm, nước biển vốn trong trở nên mờ đục bởi các "đám mây" giao tử.
San hô phải phụ thuộc vào các dấu hiệu môi trường, tùy theo từng loại, để xác định thời gian chính xác để giải phóng các giao tử vào trong nước. Có hai phương pháp mà san hô dùng để sinh sản hữu tính, chúng khác nhau ở chỗ giao tử cái có được giải phóng hay không:
- San hô gieo rắc, phần lớn trong chúng sinh sản hàng loạt, phụ thuộc nặng nề vào các dấu hiệu môi trường, do ngược lại với san hô ấp trứng, chúng giải phóng cả tinh trùng lẫn trứng vào trong nước. San hô sử dụng các dấu hiệu dài hạn như độ dài thời gian ban ngày, nhiệt độ nước, và/hoặc tốc độ thay đổi nhiệt độ; và dấu hiệu ngắn hạn thông thường nhất là chu kỳ trăng, với lúc mặt trời lặn điều khiển thời gian giải phóng[8]. Khoảng 75% các loài san hô là san hô gieo rắc, phần lớn trong chúng là phụ thuộc tảo vàng đơn bào hay san hô tạo rạn[8]. Các giao tử với sức nổi dương trôi nổi về phía bề mặt nơi sự thụ tinh diễn ra để tạo thành các ấu trùng planula. Các ấu trùng planula bơi về phía ánh sáng bề mặt để đi vào các dòng chảy, nơi chúng ở lại khoảng 2 ngày, nhưng có thể tới 3 tuần, và trong một trường hợp đã biết là 2 tháng[10], sau đó chúng chìm xuống và biến hóa thành các polip và tạo thành các quần thể mới.
- San hô ấp trứng thông thường nhất là không phụ thuộc tảo vàng đơn bào (không tạo rạn), hoặc một số san hô phụ thuộc tảo vàng đơn bào trong các khu vực có tác động của sóng hay luồng chảy mạnh. San hô ấp trứng chỉ giải phóng tinh trùng, với sức nổi âm, và có thể lưu trữ trứng đã thụ tinh trong vài tuần, giảm bớt nhu cầu đối với các sự kiện sinh sản đồng bộ hàng loạt, nhưng nó vẫn có thể xảy ra[8]. Sau khi thụ tinh thì san hô giải phóng các ấu trùng planula đã sẵn sàng chìm lắng xuống.

### Vô tính
Tại các đầu san hô, các polip giống hệt nhau về di truyền sinh sản vô tính để phát triển quần thể. Điều này được thực hiện bằng nảy mầm hay mọc chồi (khi một polip mới mọc ra từ một polip trưởng thành), hoặc phân chia (thành 2 polip lớn bằng polip ban đầu), cả hai được minh họa trong hình về Orbicella annularis.
- Mọc chồi: Mở rộng kích thước của quần thể san hô. Nó diễn ra khi corallite mới mọc ra từ polip trưởng thành. Khi polip mới phát triển nó sinh ra xoang vị (dạ dày), tua cảm và miệng. Khoảng cách giữa các polip mới và trưởng thành tăng lên, và cùng với nó là coenosarc (cơ thể chung của quần thể; xem hình minh họa tại phần cấu tạo). Việc mọc chồi có thể diễn ra theo các cách sau:
- Phân chia theo chiều dọc bắt đầu với mở rộng polip ra, sau đó phân chia xoang vị. Miệng phân chia và các tua cảm mới hình thành. Khác biệt với điều này là mỗi polip phải hoàn thiện phần bị mất của mình về cơ thể và bộ xương ngoài.
- Mọc chồi nội tua cảm hình thành từ các đĩa miệng của polip, nghĩa là cả hai polip có cùng kích thước và nằm trong cùng một vòng tua cảm.
- Mọc chồi ngoại tua cảm tạo thành từ đáy của polip, và các polip mới là nhỏ hơn.
- Phân chia theo chiều ngang diễn ra khi các polip và bộ xương ngoài phân chia theo chiều ngang thành hai phần. Điều này có nghĩa là một polip có đĩa nền (đáy) còn polip kia có đĩa miệng (đỉnh). Hai polip mới cũng phải tự hoàn thiện các phần bị mất.
- Phân đôi diễn ra ở một số san hô, đặc biệt là trong họ Fungiidae, trong đó quần thể có khả năng tự tách thành 2 hay nhiều quần thể trong các giai đoạn đầu của sự phát triển của chúng.

Cả quần thể san hô có thể sinh sản vô tính qua sự phân mảnh hay thoát ra ngoài, khi một mảnh vỡ từ một đầu san hô được sóng đem đi nơi khác có thể tiếp tục phát triển tại địa điểm mới.
- Polip thoát ra ngoài diễn ra khi một polip từ bỏ quần thể và tái thiết lập trên một nền mới để tạo ra quần thể trưởng thành mới.
- Phân mảnh, trên thực tế có thể coi như là một kiểu của phân đôi, với các cá thể bị vỡ ra khỏi quần thể do bão hay trong các tình huống khác mà việc vỡ ra này có thể xảy ra. Các cá thể tách biệt có thể bắt đầu cho các quần thể mới.

## Rạn san hô

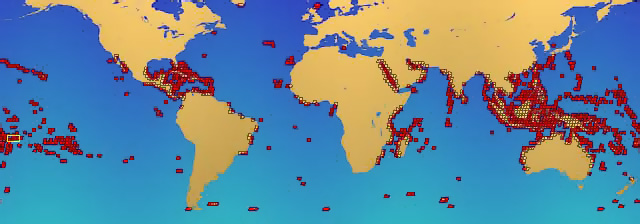
Vị trí của các rạn san hô

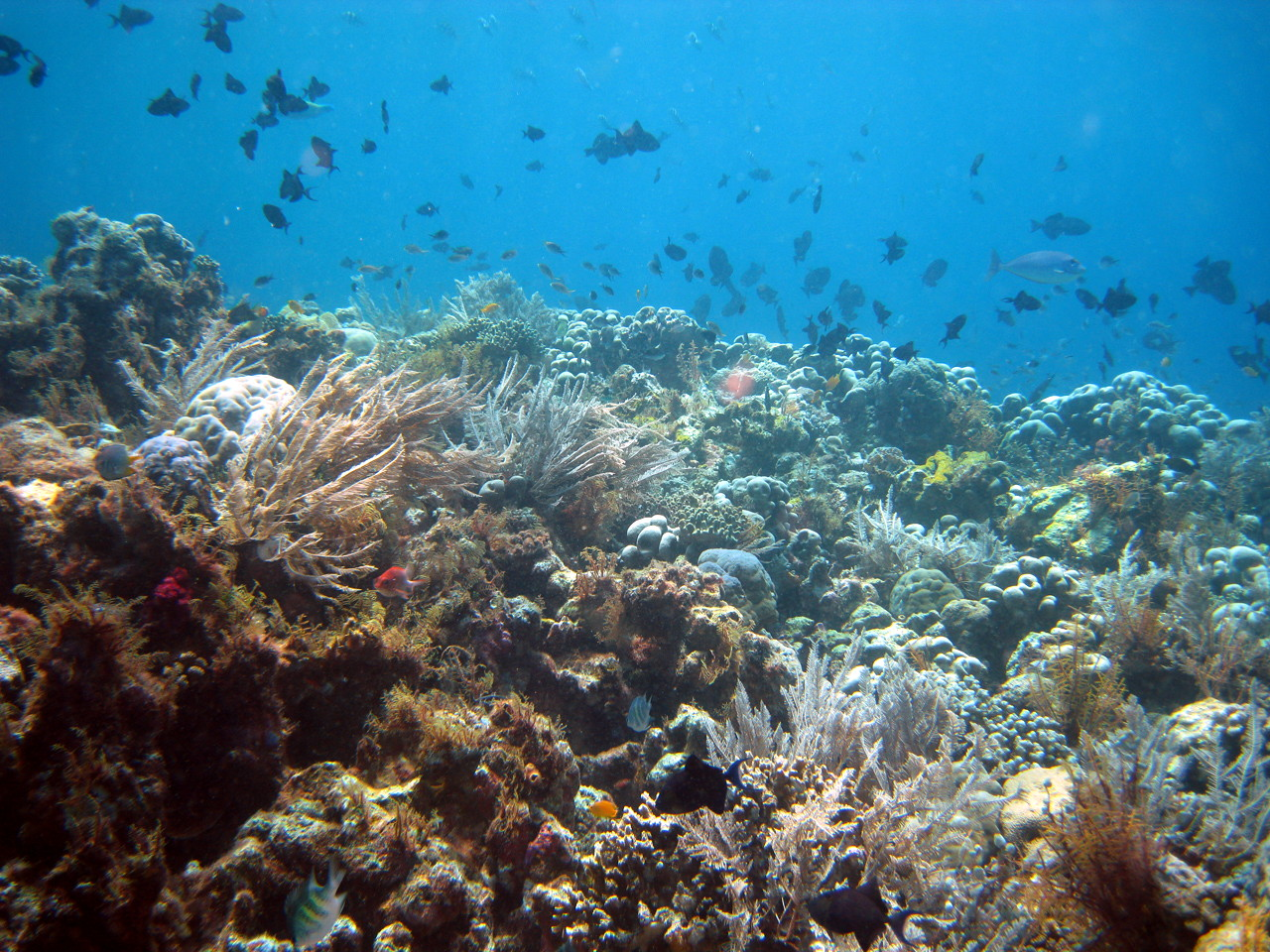
Rạn san hô tại Vườn quốc gia Wakatobi trong khu Tam giác san hô

Các loài san hô phụ thuộc vào tảo vàng đơn bào và tạo rạn (san hô đá) thường được tìm thấy tại các rạn san hô - các cấu trúc lớn bằng cacbonat calci tại các vùng biển nhiệt đới nông. Các rạn san hô được tạo dựng từ các bộ xương san hô và được gắn với nhau bởi các lớp cacbonat calci do tảo coralline (họ Corallinaceae) tiết ra. Rạn san hô là các hệ sinh thái biển cực kỳ đa dạng, là nơi sinh sống của hơn 4.000 loài cá, vô số loài thích ti (Cnidaria), thân mềm, giáp xác và nhiều động vật khác.

## Lịch sử địa chất

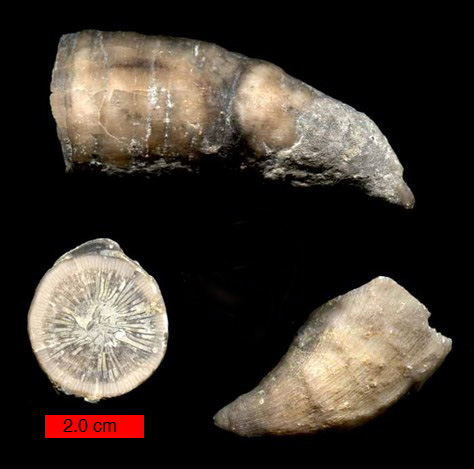
Hóa thạch của loài san hô Grewingkia từ kỷ Ordovic, tìm thấy tại Indiana.

Mặc dù san hô xuất hiện lần đầu tiên vào kỷ Cambri cỡ 542 triệu năm trước (Ma), nhưng các hóa thạch là cực hiếm cho tới tận kỷ Ordovic, khoảng 100 triệu năm muộn hơn, khi các bộ san hô bốn tia (Rugosa) và san hô vách đáy (Tabulata) trở nên phổ biến.
San hô vách đáy xuất hiện trong các lớp đá vôi và đá phiến sét chứa calci thuộc các kỷ Ordovic và Silur, và thông thường tạo thành các lớp đệm thấp hoặc các khối tạo nhánh kề bên san hô bốn tia. Số lượng của chúng bắt đầu suy giảm trong giai đoạn giữa kỷ Silur và cuối cùng chúng tuyệt chủng vào cuối kỷ Permi, khoảng 250 Ma. Các bộ xương của san hô vách đáy được tạo thành từ một dạng khoáng hóa của cacbonat calci gọi là calcit.
San hô bốn tia trở thành nhóm thống lĩnh vào giữa kỷ Silur, và bị tuyệt chủng vào đầu kỷ Trias. San hô bốn tia tồn tại dưới dạng đơn độc và quần thể, và giống như san hô vách đáy, bộ xương của chúng cũng được tạo thành từ từ calcit.
San hô đá (Scleractinia) lấp đầy các hốc sinh thái bị bỏ trống do sự tuyệt chủng của san hô bốn tia và san hô vách đáy. Các hóa thạch của chúng có thể được tìm thấy với số lượng nhỏ trong các lớp đá từ kỷ Trias, và trở thành tương đối phổ biến trong các lớp đá từ kỷ Jura và các kỷ muộn hơn. Các bộ xương của san hô đá được tạo thành từ một dạng của cacbonat calci gọi là aragonit. Mặc dù về mặt địa chất chúng là trẻ hơn so với san hô vách đáy và san hô bốn tia, nhưng bộ xương từ aragonit của chúng lại khó bảo tồn hơn và vì thế hồ sơ hóa thạch của chúng là ít hoàn hảo hơn.
Ở một giai đoạn nhất định trong quá khứ địa chất, san hô đã từng rất phổ biến, cũng như san hô hiện đại trong các vùng nước trong và ấm khu vực nhiệt đới tại một số nơi nhất định của thế giới ngày nay. Giống như san hô hiện đại, các tổ tiên của chúng cũng tạo rạn đá ngầm, một số trong chúng hiện nay là các cấu trúc lớn trong các loại đá trầm tích.
Các ám tiều (rạn đá ngầm) cổ đại này không được tạo thành chỉ hoàn toàn bằng san hô. Tảo, hải miên và các dấu tích còn lại của nhiều loài động vật da gai, động vật tay cuộn, động vật hai mảnh vỏ, động vật chân bụng và bọ ba thùy đã từng sinh sống trên các ám tiều này được bảo tồn trong chúng. Điều này làm cho một số san hô là các hóa thạch chỉ mục hữu ích, giúp cho các nhà địa chất có thể xác định niên đại của các lớp đá mà trong đó chúng được tìm thấy.
San hô không bị hạn chế trong các rạn san hô và nhiều loại san hô đơn độc có thể được tìm thấy trong các lớp đá mà không có sự hiện diện của rạn san hô, chẳng hạn chi Cyclocyathus có trong thành hệ đất sét Gault ở Anh.

## Ảnh hưởng của môi trường

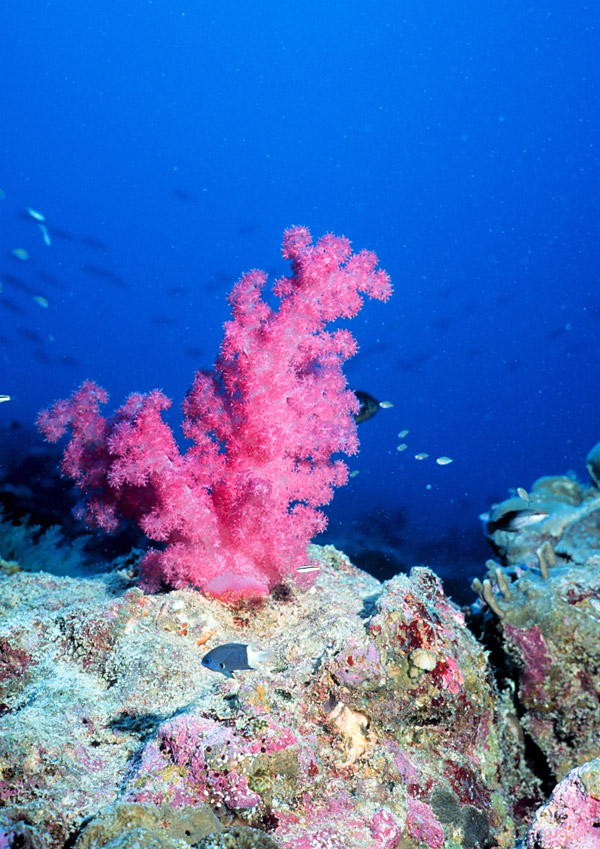
Một rạn san hô có thể là một ốc đảo cho sinh vật biển.

San hô rất nhạy cảm với các thay đổi trong môi trường tự nhiên. Các nhà khoa học đã tiên đoán rằng đến năm 2030 hơn 50% các rạn san hô trên thế giới có thể bị hủy diệt; do đó, chúng thường được các luật môi trường bảo vệ. Một rạn san hô có thể dễ dàng bị ngập trong tảo nếu trong nước có quá nhiều dinh dưỡng. San hô cũng sẽ chết nếu nhiệt độ nước thay đổi vượt quá 1-2 độ ra ngoài khoảng bình thường, hoặc nếu độ mặn trong nước giảm. Dấu hiệu ban đầu của ứng suất môi trường là việc san hô thải tảo vàng đơn bào; không có tảo đơn bào cộng sinh của mình, các mô san hô sẽ mất màu và để lộ màu trắng của bộ xương cacbonat calci, một hiện tượng được gọi là san hô bạc màu.
Hiện nay nhiều chính phủ cấm lấy san hô từ các rạn san hô để giảm thiệt hại do những người lặn dùng bình dưỡng khí. Tuy nhiên, san hô vẫn chịu thiệt hại do mỏ neo của các tàu thuyền hay do nghề cá. Tại những nơi mà nghề cá địa phương gây hại cho rạn san hô, các chương trình tuyên truyền đã được thực hiện để giáo dục dân chúng về hệ sinh thái và việc bảo vệ rạn san hô.

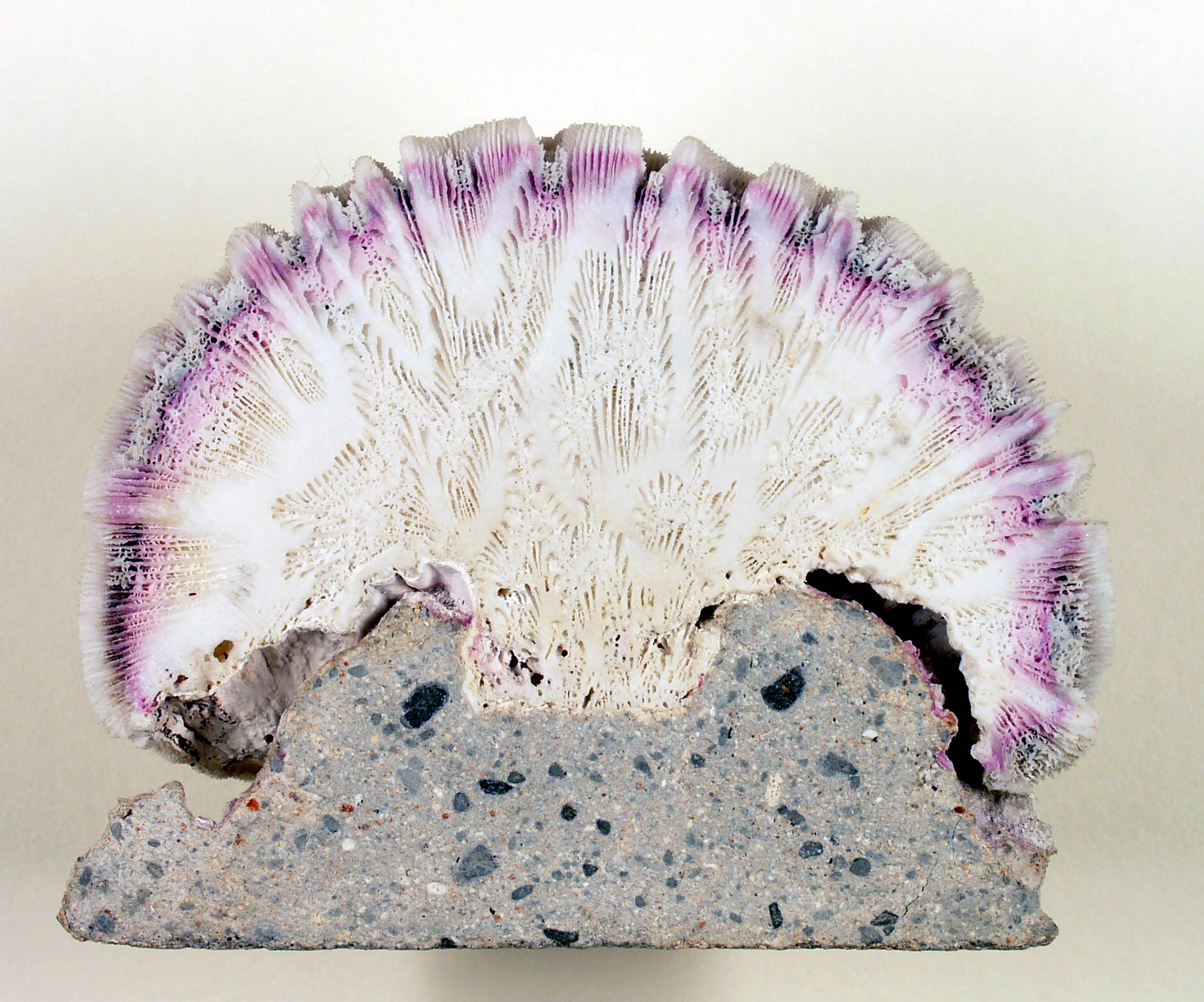
Một mặt cắt san hô, được nhuộm màu để xác định tốc độ tăng trưởng

Hốc sinh thái hẹp mà san hô chiếm lĩnh, và sự phụ thuộc của các loài san hô đá (Scleractinia) vào sự trầm lắng cacbonat calci, có nghĩa rằng chúng rất nhạy cảm đối với sự thay đổi độ pH của nước. Do lượng CO2 trong khí quyển tăng, hiện tượng axít hóa đại dương, khi CO2 tan trong nước làm giảm độ pH, đang xảy ra tại nước trên bề mặt các đại dương. Độ pH thấp làm san hô bị giảm khả năng tạo xương cacbonat calci, và trong trường hợp tột cùng, những bộ xương này còn bị phân rã hoàn toàn. Các nhà khoa học e ngại rằng, nếu không có sự cắt giảm mạnh và sớm đối với CO2 từ hoạt động của con người, hiện tượng axít hóa đại dương sẽ gây thiệt hại nghiêm trọng hoặc tiêu diệt các loài cùng các hệ sinh thái san hô.
Một sự kết hợp của các thay đổi về nhiệt độ, ô nhiễm, sự lạm dụng bởi những người lặn biển và các nhà sản xuất đồ kim hoàn đã dẫn tới sự hủy diệt của nhiều rạn san hô trên thế giới. Điều này đã làm tăng tầm quan trọng của ngành sinh học san hô. Riêng các biến đổi về khí hậu có thể gây ra thay đổi về nhiệt độ đủ để hủy diệt san hô. Ví dụ, trong giai đoạn ấm lên vào các năm 1997-98, tất cả các quần thể san hô Millepora boschmai gần Panama đã bị bạc màu và chết trong vòng 6 năm - loài này đến nay được xem là đã tuyệt chủng.
Tình trạng thiếu oxy tạm thời do tảo nở hoa cũng góp phần gây ra hiện tượng san hô chết hàng loạt mặc dù ít được báo cáo hơn. Trong nghiên cứu ở Vịnh Mannar, phía đông nam Ấn Độ, tỷ lệ san hô chết do tảo nở hoa trong khoảng thời gian từ tháng 9 đến tháng 10 năm 2019 rất đáng kể. Nồng độ oxy hòa tan giảm xuống dưới 2 mg/l trong quá trình nở hoa, gây ra tình trạng thiếu oxy tạm thời và tỷ lệ chết của san hô lên tới >71%. Biến đổi khí hậu toàn cầu sẽ thúc đẩy tảo nở hoa thường xuyên hơn và ở quy mô lớn hơn trong tương lai. Do đó, có khả năng các rạn san hô vùng nước nông sẽ bị ảnh hưởng thường xuyên hơn do tình trạng thiếu oxy từng đợt do tảo nở hoa.

## San hô nhân tạo

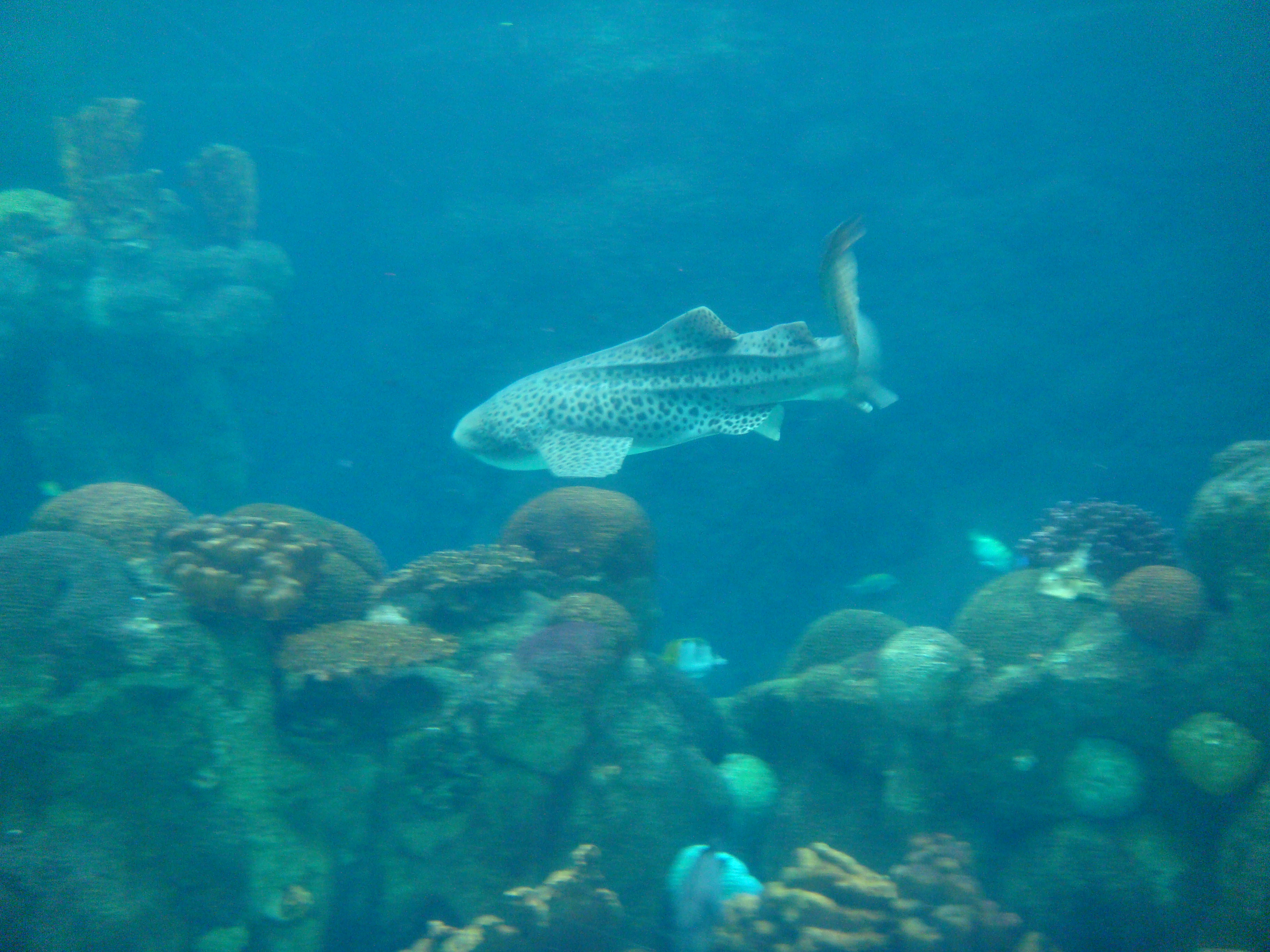
Một vườn san hô nhân tạo

San hô nhân tạo là các san hô do con người tạo ra với mục đích bảo tồn, nghiên cứu, tạo môi trường cho các động vật sống trong san hô và triển lãm cho khách du lịch xem. Các kỹ thuật làm san hô nhân tạo như làm từ giá thể, một chất làm từ pozzolana, xi măng và calci hydroxide, hay cấy giống đều được áp dụng rộng rãi hiện nay. Khi làm san hô nhân tạo cần tránh các tảo biển bám vào vì nó sẽ làm hại tới san hô và làm dơ nó. Các hồ san hô nhân tạo hiện đang rất thu hút khách du lịch vì thế Việt Nam cùng hợp tác với Nga tạo ra hồ san hô nhân tạo ở Nha Trang. Tuy san hô chậm chạp hồi phục nhưng một ngày nào đó nó sẽ hồi phục hoàn toàn.

## Ảnh san hô

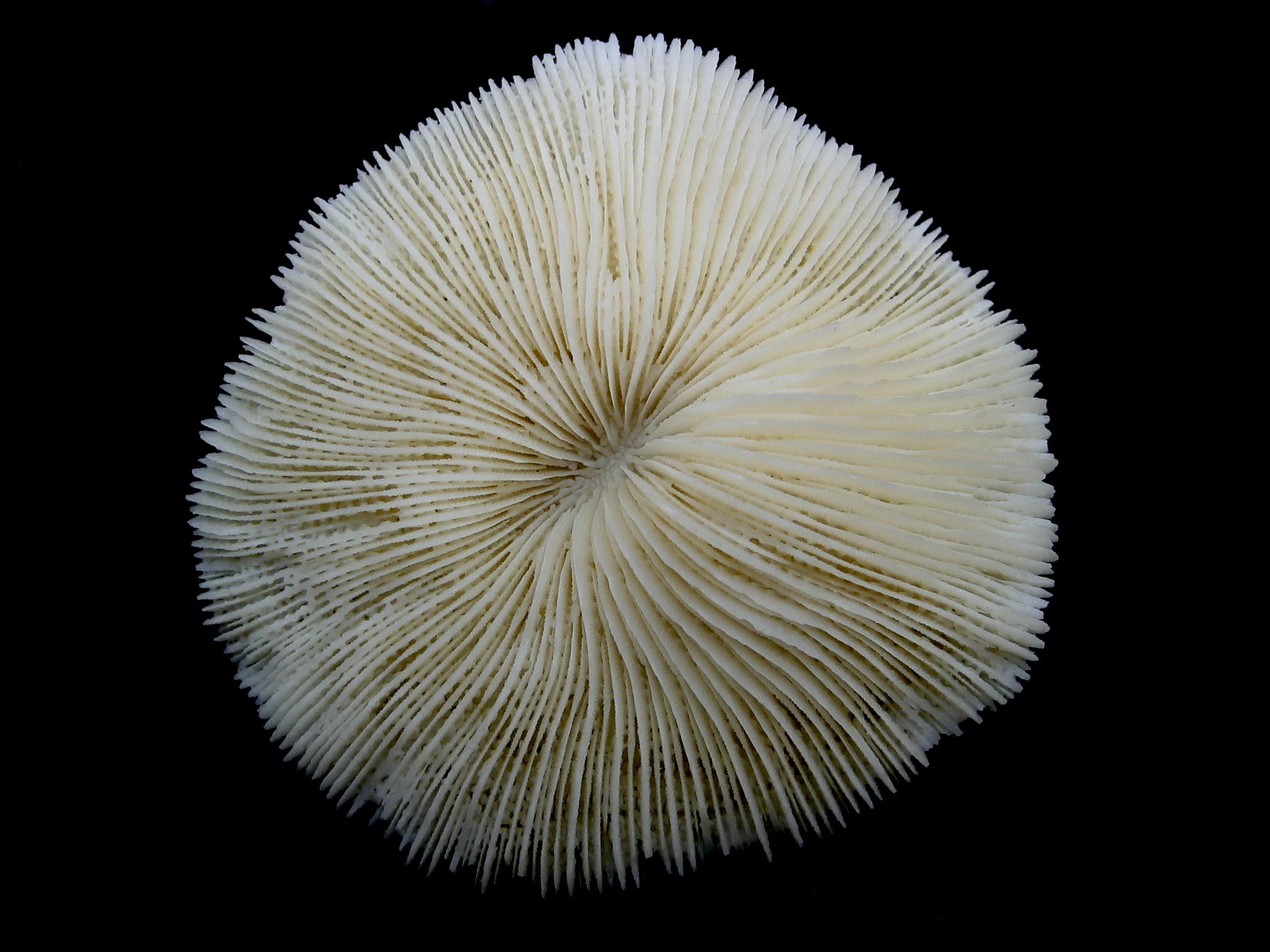
Xương san hô nấm
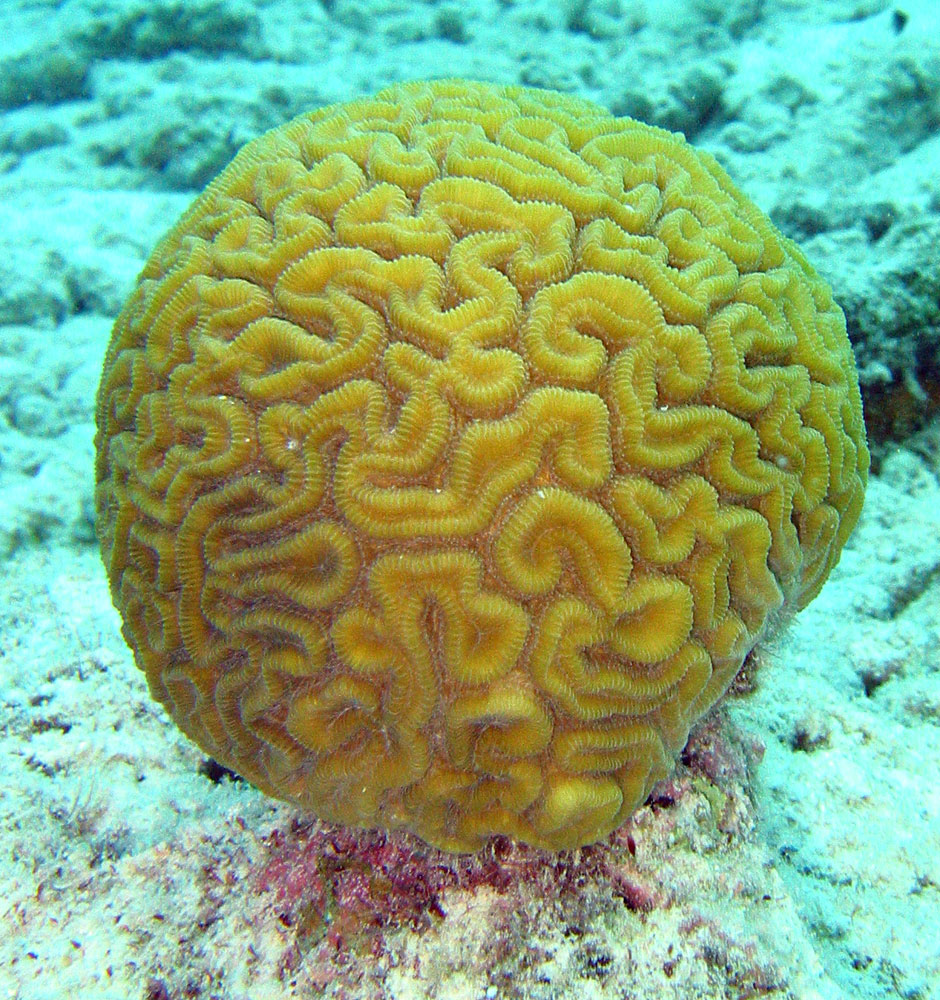
San hô não, Diploria labyrinthiformis
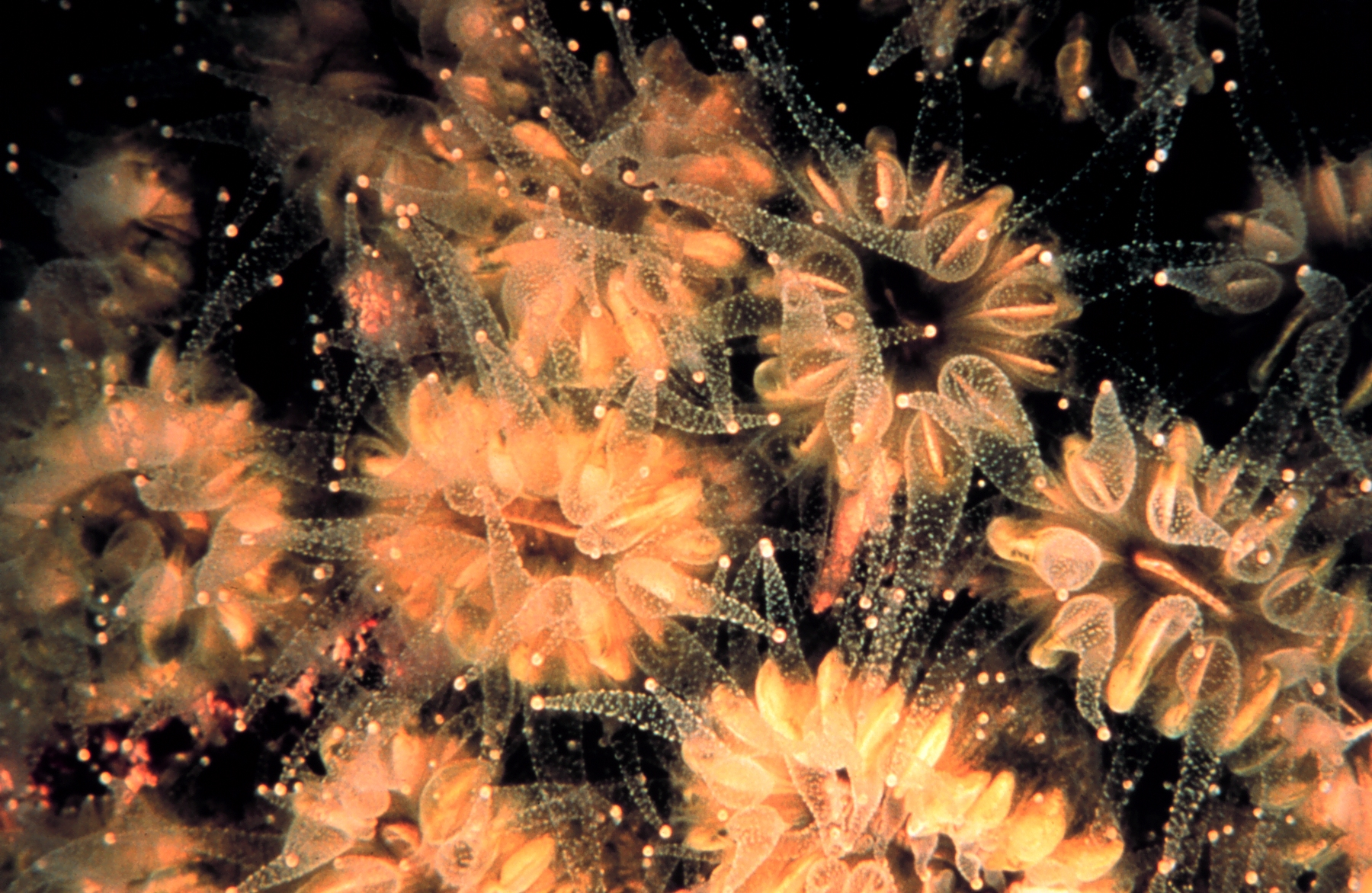
Polip của san hô Eusmilia fastigiata
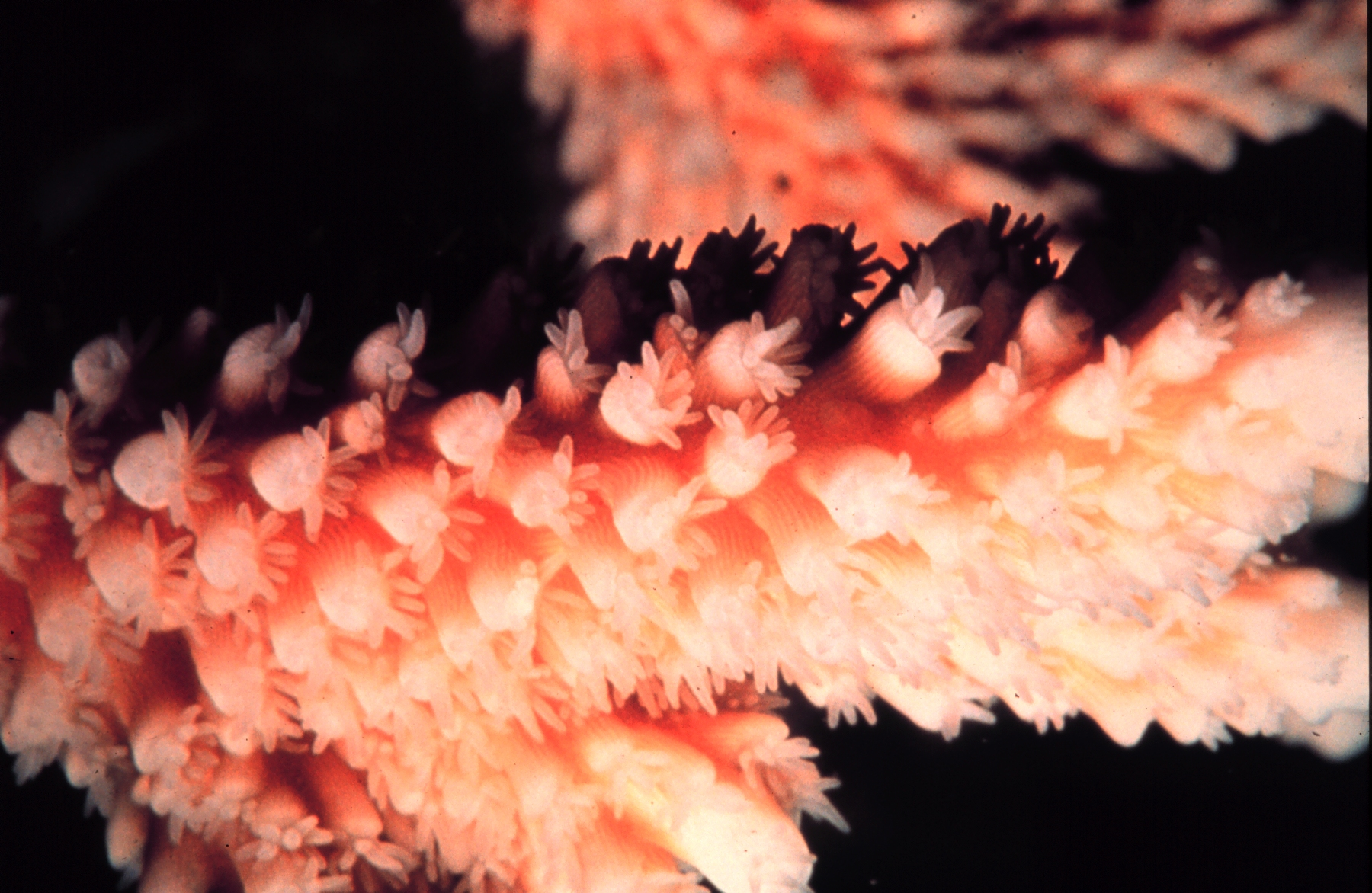
San hô sừng hươu, Acropora
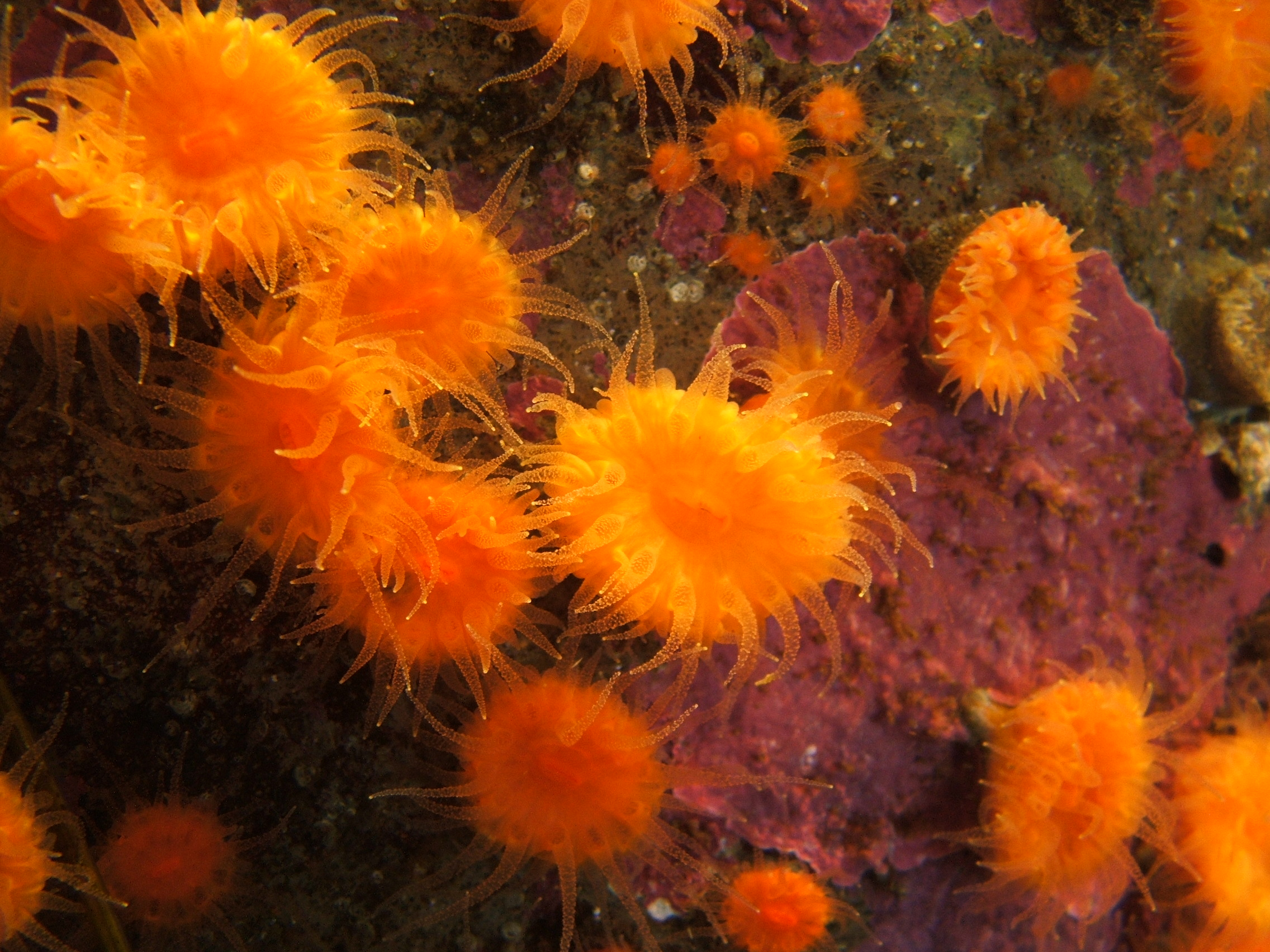
San hô cốc da cam, Balanophyllia elegans
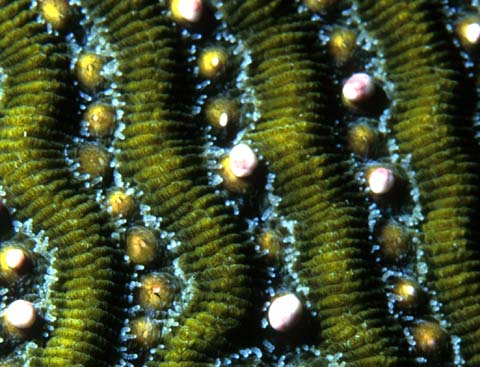
San hô não phóng trứng
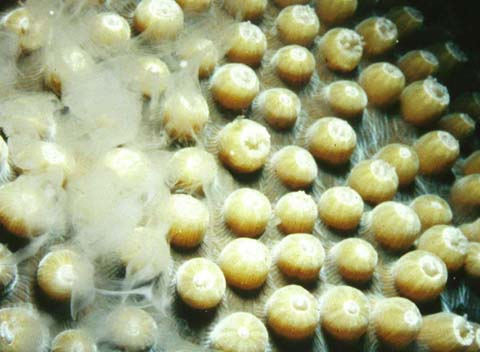
Phóng tinh trùng